# Batalla d'Arausio
La batalla d'Arausio va tenir lloc el 6 d'octubre del 105 aC en algun lloc entre el poblat d'Arausio, l'actual Aurenja i el riu Roine. Roma va enviar dos exèrcits per a interceptar les tribus migratòries de cimbres i teutons dirigides per Boiorix i Teutobodus respectivament. Un dels exèrcits era comandat pel cònsol Gneu Mal·li Màxim i l'altre pel procònsol Quint Servili Cepió el vell.
No obstant això, les diferències entre els comandants van impedir una bona cooperació i van acabar provocant uns resultats devastadors. Les pèrdues romanes s'elevaren a 80.000 legionaris (entre 10 i 12 legions) i pràcticament la totalitat de tropes auxiliars i personal no combatent (al voltant de 40.000 homes). Aquesta derrota va succeir la batalla de Cannes (amb unes 80.000 baixes) com a pitjor desastre militar de la història de Roma.

## Preludi
Les migracions de les tribus cimbres i teutones per territori gal, després de la batalla de Noreia va alterar l'equilibri de forces a la zona, absorbint a tribus menors, i incitant o provocant a altres tribus com els helvecis a un conflicte contra Roma. Una emboscada a un petit contingent de tropes romanes i una revolta temporal a Tolosa va fer que el Senat mobilitzés tropes al lloc. Els teutons, segons els historiadors romans, eren aproximadament 800.000 homes dels quals només 200.000 eren guerrers, tot i que aquesta xifra ha de ser una exageració.
Després de recuperar Tolosa partint des de la Gàl·lia Narbonense, el procònsol Quint Servili Cepió va adoptar una estratègia defensiva, esperant a veure si els cimbres anaven a irrompre en territori romà, fet que va ocórrer l'octubre de 105 aC. D'altra banda, el senat va enviar el cònsol Mal·li Màxim amb el seu exèrcit a unir-se amb Cepió a les ribes del Roine per acabar amb l'amenaça cimbre i teutona.

## Una escaramussa i dues derrotes
Cepió era un patrici d'antiga nissaga, i Mal·li era un "home nou" sense avantpassats. Cepió havia de subordinar-se a Mal·li, en ser aquest el cònsol amb el comandament, però el seu orgull li ho impedia fins al punt d'acampar a la riba oposada del riu per tal de no estar sota el seu comandament.
Mal·li va enviar la seva cavalleria d'uns 5.000 genets, sota les ordres de Marc Aureli Escaure, que acampava uns 56 kilòmetres al nord, amb el doble objectiu de vigilar i desanimar els germànics, però va aconseguir l'efecte contrari. Els germànics van envoltar el camp, van penetrar-hi i van acabar amb la resistència romana. Escaure va ser capturat viu i portat davant Boiorix, rei dels cimbres, a qui de manera arrogant li va dir que se'n tornés si no volia veure el seu poble vençut i aniquilat per Roma. En resposta, va ser cremat viu en una gàbia de vímet.
Mentrestant, uns representants del senat romà havien arribat per intentar unir els dos exèrcits, però quan semblava que Cepió havia de cedir, aquest va travessar el riu i va acampar a uns 32 kilòmetres de Mal·li, deixant als teutons entre els dos exèrcits romans.
Boiorix, en veure's envoltat de dos exèrcits, es va replantejar la situació i va començar unes negociacions amb Mal·li. Cepió, temorós que Mal·li obtingués l'èxit en les negociacions i tornés a Roma com un heroi, va llançar un atac unilateral contra el campament cimbre el 6 d'octubre. Però l'assalt va ser precipitat i es va trobar amb una tenaç resistència dels cimbres. L'exèrcit de Cepió va ser anihilat i, a més, els cimbres també van arrasar-ne el campament, que havia quedat pràcticament desprotegit.
Els cimbres, davant la perspectiva d'una victòria fàcil, es van llançar contra les legions del cònsol Mal·li, moralment enfonsades després de presenciar la massacre de Cepió i els seus homes. Mal·li va desplegar les seves legions contra el campament donant suport al seu flanc esquerre al riu, però no va poder protegir la seva part dreta en no tenir cavalleria per a maniobrar en aquesta àrea per evitar un flanqueig, de manera que el seu exèrcit va ser desbordat per la dreta, portat contra el riu i massacrat, produint-se una gran mortaldat entre els legionaris, que no podie fugir nedant pel riu (el pes de les armadures els arrossegava fins al fons).
Tit Livi va estimar un total de 80.000 baixes romanes en aquesta contesa, i Theodor Mommsen suma a aquests uns 40.000 més entre tropes auxiliars i personal no combatent. Tant el cònsol Mal·li com el procònsol Cepió van sobreviure. Tots dos van ser jutjats a Roma sota els càrrecs de "pèrdua de l'exèrcit", i deshonrats i desposseïts de tots els seus honors. Cepió a més va ser condemnat a l'exili.

## Conseqüències
Roma era un poble guerrer i la recent cadena de desastres militars (a les catàstrofes de Noreia i Arausio se sumaven a derrotes menors contra tribus gal·les) van causar una gran alarma social. La derrota va deixar els romans gairebé sense exèrcit i amb un temible enemic a l'altre costat dels Alps. A més, l'opinió generalitzada era que la culpa del fracàs militar la tenia Cepió, i no les mancances de l'exèrcit romà. El descontentament popular amb les classes dominants va créixer.
Mentrestant, els cimbres van iniciar una guerra contra una tribu arverna i després de guanyar, inexplicablement es van dirigir als Pirineus, endinsant-se a Hispània, en comptes d'entrar a Itàlia.
Això va donar temps als romans a reorganitzar l'exèrcit i a trobar un heroi que els salvés dels bàrbars, tots dos reptes superats per un mateix home, Gai Mari.